# Космическая одиссея: Путешествие к планетам
«Космическая одиссея: Путешествие к планетам» (англ. Space Odyssey: Voyage To The Planets) — двухсерийный псевдодокументальный научно-фантастический телевизионный фильм режиссёра Джо Ахе́рна о пилотируемой экспедиции, исследующей планеты Солнечной системы.

## Сюжет
Действие фильма происходит в будущем, в середине XXI века, в конце 2050-х годов. Пилотируемые космические корабли достигают уровня, позволяющего совершать длительные межпланетные полеты. В связи с этим NASA, CSA, ESA и Роскосмос совместно принимают решение об организации «Великой экспедиции» — пилотируемого полёта, в ходе которого планируется посетить и исследовать большинство планет Солнечной системы, за исключением Меркурия, Урана и Нептуна, а также вымышленную комету Яно-Мура. Для осуществления этой экспедиции создаётся космический корабль «Пегас» (англ. Pegasus) длиной 1,3 километра и массой около 400 тонн, оснащённый термоядерным реактором, несущий на себе колоссальные запасы топлива для термоядерного ракетного двигателя, кислорода, продовольствия. На борту корабля расположены пять спускаемых аппаратов для осуществления посадки и последующего взлёта с поверхности планет и других небесных тел.
Экипаж экспедиции международный. В него вошли 5 астронавтов:
- Том Кирби (США) — командир
- Иван Григорьев (Россия) — второй пилот / бортинженер
- Джон Пирсон (Великобритания) — врач экипажа (†)
- Зои Лессард (Канада) — геолог
- Нина Салман (Великобритания) — экзобиолог

Связь с астронавтами осуществляли:
- Алекс Ллойд (Великобритания) — научный руководитель
- Клэр Гранье (Франция) — врач

Медик экспедиции Джон Пирсон погибает на орбите Сатурна от лимфомы, вызванной солнечной радиацией, после чего в американской версии фильма экипаж принимает решение прервать полёт и возвращается на Землю. В британской версии фильма астронавты заканчивают экспедицию, достигнув Плутона. После высадки на небесное тело (на момент съёмок ещё числившееся планетой) российский космонавт произносит на ломаном русском изменённую цитату К. Э. Циолковского: «Земля — колыбель ума, но нельзя вечно жить в колыбели».

## В ролях
| Актёр           | Роль           |
| --------------- | -------------- |
| Дэвид Суше      | рассказчик     |
| Мартин Макдугал | Том Кирби      |
| Джоанн Маккуинн | Зое Лессард    |
| Рад Лазар       | Иван Григорьев |
| Марк Декстер    | Джон Пирсон    |
| Мишель Джозеф   | Нина Салман    |
| Марк Тэнди      | Алекс Ллойд    |
| Элен Майё       | Клэр Гранье    |
| Колин Стинтон   | Фред Данкан    |
| Лурдес Фаберес  | Изабель Лю     |

## Интересные факты
В фильме присутствует ряд эпизодов, отсылающих к реальным космическим полётам. В частности, есть несколько прямых ссылок на программу «Аполлон»:
- В ходе высадки на Венеру космонавты совершают посадку в нескольких сотнях метров от спускаемого аппарата советской АМС «Венера-14», который обследуют на предмет целостности конструкции, а затем демонтируют с него ряд деталей для последующей доставки на Землю. Аналогичные события имели место в 1969 году, в ходе экспедиции «Аполлона-12», лунный модуль которого совершил посадку на расстоянии 300 метров от ранее (в 1967 году) прибывшей на Луну американской АМС «Сервейер-3». Экипаж (Чарльз Конрад и Алан Бин) также обследовал Сервейер, демонтировал с него некоторые детали и доставил их на Землю для изучения влияния длительного пребывания в лунных условиях.
- В эпизодах, демонстрирующих высадку на Марс, показан момент, где астронавты играют в бейсбол. Это отсылка к экспедиции «Аполлона-14», в ходе которой её командир Алан Шепард перед возвращением на борт лунного модуля после окончания работы играл в гольф на поверхности Луны.
- Перед стартом с Плутона космонавты устанавливают на поверхности памятную табличку, посвящённую погибшим покорителям космоса. Такую же табличку, вместе с фигуркой Павшего Астронавта, установил на Луне экипаж «Аполлона-15».

## История создания

### Название
Изначально фильм назывался «Прогулки с астронавтами», так как в его создании принимал участие создатель «Прогулок с динозаврами» Тим Хейнс (основатель компании Impossible Pictures), однако позже название было изменено ввиду того, что слишком отличной оказалась концепция «документальной драмы» на тему космической экспедиции.

### Съёмки
Бюджет фильма составил 50 миллионов долларов. Перед началом съёмок актёры прошли курс в Центре подготовки космонавтов им. Ю. А. Гагарина. Сцены невесомости на корабле и выходы в открытый космос снимались на борту самолёта Ил-76МДК «Космос», а интерьеры космического корабля затем дорисовывались при помощи компьютерной графики. Съёмки пейзажей планет проходили в пустыне Атакама в Чили, при разных погодных условиях, после чего также подвергались компьютерной обработке. Визуальные эффекты для этого фильма, как и для «Прогулок», создавались при сотрудничестве «Impossible Pictures» и «Framestore CFC». По словам создателей, работа оказалась весьма непростой: только на создание модели «Пегаса» из-за её высокой детализации ушло 235 человеко-часов. Немало усилий было потрачено и на визуализацию Венеры и Марса. В итоге работа над «Одиссеей» оказалась не только не проще, но местами намного сложнее, чем над остальными «Прогулками».

## Восприятие
В мини-обзоре в журнале «Мир фантастики» фильму присвоена оценка 7/10 и говорится, что он посрамляет «многие игровые фантастические блокбастеры».